# Markus Manser
Markus Manser (* 20. April 1957 in Appenzell) ist ein ehemaliger Schweizer Radrennfahrer und nationaler Meister im Radsport.

## Sportliche Laufbahn
Manser war im Strassenradsport aktiv. Als Junior war er Mitglied der Nationalmannschaft und startete bei den Strassenradsport-Weltmeisterschaften der Junioren 1975. Er belegte dort den 43. Rang.
1979 gewann er den nationalen Titel im Mannschaftszeitfahren mit Robert Dill-Bundi, Hans Känel und Walter Baumgartner. 1982 wurde er Zweiter im Einzelzeitfahren Manx Open International Team Time Trial hinter Darryl Webster sowie im Eintagesrennen Grand Prix Genf hinter Leo Schönenberger. 1985 startete er mit der Nationalmannschaft in der Österreich-Rundfahrt und kam auf den 55. Gesamtrang. Er startete für den Verein «VC Binningen».